# Tulcingo de Valle
Tulcingo de Valle (del náhuatl: tolli-tzintli-co ‘tule-pequeño-lugar’‘En el tularcito’) es una población del estado mexicano de Puebla, cabecera del municipio de Tulcingo.

## Historia
Tulcingo fue fundada por el pueblo mixteco en la época prehispánica. Posteriormente, ante la expansión de la Triple Alianza, fue sometido al poder de México-Tenochtitlan. Durante la colonia pasó a formar parte de la provincia de Puebla, como una dependencia de Chila de la Sal. Ya en la época independiente de México, Tulcingo fue erigido municipio de 1823, dentro del territorio poblano. Los conflictos con Chila de la Sal continuaron y desembocaron posteriormente en una disputa armada en 1876, que dejó muertos de ambos bandos. En 1951, la localidad tomó la denominación oficial de Tulcingo de Valle. 
A partir de la década de 1980, Tulcingo comenzó a convertirse en un exportador neto de mano de obra migrante a los Estados Unidos, principalmente.

## Tradiciones
Tulcingo tiene entre sus tradiciones una fiesta religiosa que es celebrada el 24 de marzo, en honor al Arcángel San Gabriel el santo patron de Tulcingo. En dicha fiesta se realizan bailes, peleas de gallos, carreras de caballos,jaripeos, actividades deportivas. También una feria gastronómica donde se prepara el tradicional mole de guajolote, pipián de pollo, tamales de frijol, pozole, tamales, adobo de puerco con huajes, etc. Dentro de esta misma feria se realiza una exposición ganadera donde participan las poblaciones aledañas. Las fiestas de los barrios, Tepeyac, San Miguel, San José y Santa Cruz 